# Decernent
Decernent (z łac. decernens – decydujący, rozstrzygający, od decernere) – określenie urzędników administracji publicznej, do których zadań należy wydawanie decyzji administracyjnych.

## Zadania decernentów w Niemczech
Tytuł decernenta (niem. Dezernent) jest współcześnie powszechnie stosowany w Niemczech i oznacza kierownika decernatu (Dezernat), a zatem kierownika działu urzędu miejskiego, a niekiedy także urzędnika kraju związkowego.
W administracji samorządowej decernent jest członkiem władzy wykonawczej i wykonuje zadania analogiczne do tych, które na poziomie rządu federalnego lub krajowego wykonują ministrowie federalni lub krajowi. W zależności od kraju związkowego decernenci powoływani są na określone kadencje i pełnią funkcje ściśle polityczne lub też są zatrudnianymi urzędnikami. W niektórych krajach związkowych decernenci są członkami magistratu, a zatem posiadają rangę zbliżoną do burmistrzów. Wedle przepisów o samorządzie lokalnym w Badenii-Wirtembergii decernenci noszą tytuł burmistrza (Bürgermeister) i są wybieranymi kadencyjnie urzędnikami. W zależności od zadań pozostających w kompetencji decernenta nosi on tytuł decernenta do spraw socjalnych (Sozialdezernent), decernenta budowlanego (Baudezernent), do spraw młodzieży i sportu (Jugend- und Sportdezernent) itd. Niekiedy (np. w Bawarii) nie używa się tytułu decernenta, lecz radcy miejskiego (Stadtrat) lub zawodowego radcy miejskiego (berufsmäßiger Stadtrat).
Tytuł decernenta noszą również osoby na kierowniczych stanowiskach w administracji krajowej, będące zawodowymi urzędnikami wyższego szczebla.